# Tweetie
Tweetie是社交网站Twitter的一个客户端，由atebits开发，支持安装苹果Mac OS X的桌面电脑和iPhone或iPod Touch。
2010年4月19日，Twitter收購Tweetie，並推出支援iOS和Mac的Twitter的官方應用程式。

## 外部連結
- Tweetie官方網站